# Clayton Zane
Clayton Zane (* 12. července 1977, Newcastle, Austrálie) je bývalý australský fotbalový útočník a reprezentant, později fotbalový trenér. Mimo Austrálie hrál na klubové úrovni v Norsku a Belgii. V roce 2001 získal Kniksenovu cenu.

## Klubová kariéra
Na klubové úrovni hrál v Austrálii v mužstvech Newcastle Breakers FC a Northern Spirit FC. V roce 2000 odešel do Norska a hrál zde za týmy Molde FK a Lillestrøm SK. Jedenkrát se stal v dresu Lillestrømu nejlepším kanonýrem nejvyšší norské fotbalové ligy, v sezóně 2001 nastřílel 17 gólů (26zápasová sezóna, společně s ním dali stejný počet branek i Frode Johnsen z Rosenborg BK a Thorstein Helstad z SK Brann).

V létě 2002 odešel do Belgie do týmu RSC Anderlecht, s nímž vyhrál dvakrát ligový titul (2003/04, 2005/06). V roce 2005 zde ukončil hráčskou kariéru.

## Reprezentační kariéra
Nastupoval za australské mládežnické reprezentace U20 a U23.
V A-týmu Austrálie debutoval v roce 2000. Celkem odehrál v letech 2000–2001 za australský národní tým 14 zápasů a vstřelil 6 gólů.
Zúčastnil se Oceánského poháru národů 2000 na Tahiti (zisk titulu), LOH 2000 v Sydney a Konfederačního poháru FIFA 2001 v Japonsku a Jižní Koreji (zisk bronzových medailí).